# Fort Gay
Fort Gay é uma cidade  localizada no estado norte-americano de Virgínia Ocidental, no Condado de Wayne.

## Demografia
Segundo o censo norte-americano de 2000, a sua população era de 819 habitantes.
Em 2006, foi estimada uma população de 810, um decréscimo de 9 (-1.1%).

## Geografia
De acordo com o United States Census Bureau tem uma área de
2,3 km², dos quais 2,1 km² cobertos por terra e 0,2 km² cobertos por água.

## Localidades na vizinhança
O diagrama seguinte representa as localidades num raio de 32 km ao redor de Fort Gay.